# Flying Microtonal Banana
Albums de King Gizzard and the Lizard Wizard
Nonagon Infinity
(2016) Murder of the Universe
(2017)
Singles
1. Rattlesnake
Sortie : 10 novembre 2016
2. Nuclear Fusion
Sortie : 21 décembre 2016
3. Sleep Drifter
Sortie : 17 janvier 2017

Flying Microtonal Banana est le neuvième album studio du groupe de rock psychédélique australien King Gizzard and the Lizard Wizard. Il a pour sous-titre Explorations into Microtonal Tuning, Volume 1, cet album est le premier du groupe utilisant les micro-intervalles. Il sort le 24 février 2017 sur Flightless Records en Australie, ATO Records aux États-Unis, et Heavenly Recordings au Royaume-Uni. C'est le premier des cinq albums sortis par le groupe en 2017.
L'album vaut au groupe une nomination pour le meilleur groupe aux ARIA Music Awards de 2017, perdant face à Gang of Youths pour Go Farther in Lightness. Flying Microtonal Banana atteint la deuxième place du classement ARIA, leur premier top 10, et c'est également le premier album du groupe à figurer dans le Billboard 200, atteignant la 170e place.

## Musique
Sous-titré Explorations into Microtonal Tuning, Volume 1, l'album est enregistré en accordage en quart de ton, où une octave est divisée en 24 quarts de ton (logarithmiquement) à distance égale. Il est conçu à l'origine pour être joué sur un bağlama, les membres du groupe ont donc utilisé des instruments spécifiquement modifiés pour l'accordage microtonal, ainsi que d'autres instruments du Moyen-Orient comme la zurna. Le nom Flying Microtonal Banana vient de la guitare jaune customisée de Stu Mackenzie, équipée de frettes microtonales supplémentaires.
L'album est décrit comme du rock psychédélique,, de l'acid rock  et du rock expérimental avec des éléments de krautrock, et de musique turque,.

## Accueil critique
À sa sortie, Flying Microtonal Banana reçoit des critiques positives de la part des critiques musicaux. Sur Metacritic, l'album détient une note de 72 sur 100, basée sur 15 critiques, indiquant « des critiques généralement favorables ».
Tim Sendra d'AllMusic écrit : « il est clair que l'expérience a été un succès et que les instruments micro-tunés s'intègrent parfaitement à leur esthétique bizarre », décrivant les mélodies comme « plus exotiques (pour des oreilles accordées à la musique occidentale en tout cas) et complexes » par rapport aux albums précédents. Tout en le comparant défavorablement à son prédécesseur, Stuart Bremen, collaborateur de Pitchfork, a tout de même fait l'éloge de l'album, écrivant que « si l'approche aléatoire de Flying Microtonal Banana est finalement moins fascinante que la concentration maniaque de Nonagon Infinity, elle montre néanmoins qu'après huit albums précédents, la créativité et la curiosité de ce groupe ne connaissent aucune limite, et que leur équilibre singulier entre anarchie et accessibilité est toujours en place. Alors même si vous ne comprenez rien à la microtonalité, il y a toujours beaucoup de bananes volantes ici pour vous amuser. ».

### Classements
| Classement (2017)                                      | Meilleure position |
| ------------------------------------------------------ | ------------------ |
| Australie (ARIA)                                       | 2                  |
| Belgique (Flandre Ultratop)                            | 87                 |
| Belgique (Wallonie Ultratop)                           | 60                 |
| Pays-Bas (Mega Album Top 100)                          | 79                 |
| Nouvelle-Zélande New Zealand Heatseekers Albums (RMNZ) | 7                  |
| Écosse (OCC)                                           | 66                 |
| Royaume-Uni (UK Albums Chart)                          | 100                |
| États-Unis (Independent Albums)                        | 10                 |
| États-Unis (Alternative Albums)                        | 19                 |
| États-Unis (Top Rock Albums)                           | 32                 |
| États-Unis (Billboard 200)                             | 170                |

### Distinctions
| Publication | Distinction                  | Année | Rang | Ref.   |
| ----------- | ---------------------------- | ----- | ---- | ------ |
| Uncut       | Les meilleurs albums de 2017 | 2017  | 35   | [ 36 ] |

## Liste des pistes
Sur les versions vinyles, les pistes ont un ordre différent. Les pistes 1 à 3 sont sur la face A et les pistes 4 à 9 sur la face B.
| 1.    | Rattlesnake              | Stu Mackenzie                  | 7:48 |
| 2.    | Melting                  | Mackenzie                      | 5:27 |
| 3.    | Open Water               | Mackenzie                      | 7:13 |
| 4.    | Sleep Drifter            | Mackenzie                      | 4:44 |
| 5.    | Billabong Valley         | Mackenzie, Ambrose Kenny-Smith | 3:34 |
| 6.    | Anoxia                   | Joey Walker                    | 3:04 |
| 7.    | Doom City                | Mackenzie                      | 3:14 |
| 8.    | Nuclear Fusion           | Mackenzie, Walker              | 4:15 |
| 9.    | Flying Microtonal Banana | Mackenzie, Walker              | 2:34 |
| 41:53 |                          |                                |      |

## Crédits
Crédits pour Flying Microtonal Banana issus des notes de livret

### Musiciens
- Michael Cavanagh - batterie (morceaux 1–8), bongos (morceaux 3–5, 8, 9), percussions (morceau 9)
- Cook Craig - guitare microtonale (morceaux 1, 3, 7), guitare basse microtonale (morceaux 4, 6)
- Ambrose Kenny-Smith – harmonica microtonal (morceaux 1, 4, 7–9), chant (morceau 5), piano (morceaux 1, 5, 9), synthétiseur (morceaux 2, 3, 8, 9)
- Stu Mackenzie – guitare microtonale (morceaux 1–8), guitare basse microtonale (morceaux 2, 8), zurna (morceaux 1, 3, 5–7, 9), chant (morceaux 1–4, 7, 8), percussions (morceaux 1, 2, 3, 9)
- Eric Moore – batterie (morceaux 1, 3), bongos (morceau 9)
- Lucas Skinner - guitare basse microtonale (morceaux 1–3, 7)
- Joey Walker - guitare microtonale (morceaux 1, 3, 4, 6, 8, 9), guitare basse microtonale (morceau 5), chant (morceau 6)

### Production
L'équipe de production de l'album est composée des personnes suivantes :
- Stu Mackenzie – enregistrement
- Jarvis Taveniere – mixage
- Joe Carra – master
- Jason Galea – illustrations et mise en page